# Луливера Кръстева
Луливера Кръстева е български журналист, доктор по филология, доцент по журналистика на вътрешнополитически теми и социални конфликти и преподавател във Факултета по журналистика и масова комуникация на Софийски университет „Свети Климент Охридски“, професор.

## Биография
Проф. Кръстева води предметите „Медийни аспекти и социални конфликти“, „Медиите и държавните институции“ и „Вътрешна политика и журналистика“. Научните ѝ изследвания са в областта на журналистиката, теорията на социалните конфликти и медиите, медийната аксиология.
Автор е на монографията „Социални конфликти и медиен резонанс. Комуникационни проблеми в български медии (2007 – 2019)“.